# Årsta Havsbad
Årsta Havsbad – miejscowość (tätort) w Szwecji, w regionie administracyjnym (län) Sztokholm, w gminie Haninge.
Według danych Szwedzkiego Urzędu Statystycznego liczba ludności wyniosła: 389 (31 grudnia 2015), 475 (31 grudnia 2018) i 508 (31 grudnia 2019).